# Tractat germano-espanyol
El Tractat germano-espanyol de 1899 va ser l'acord pel qual Espanya va vendre les seves últimes possessions a Oceania a l'Imperi alemany.

## Antecedents
Les illes Carolines van ser descobertes el 22 d'agost de 1526 per l'explorador espanyol Toribio Alonso de Salazar, albirant l'illa de San Bartolomé o Taongui. El 1r de gener de 1528, el descobridor Álvaro de Saavedra Cerón va prendre possessió en nom del rei d'Espanya de les illes Ulithi, sent visitat de nou l'arxipèlag el 1542 (illes Matelotes), 1543 i 1545, i per Legazpi el 1565.

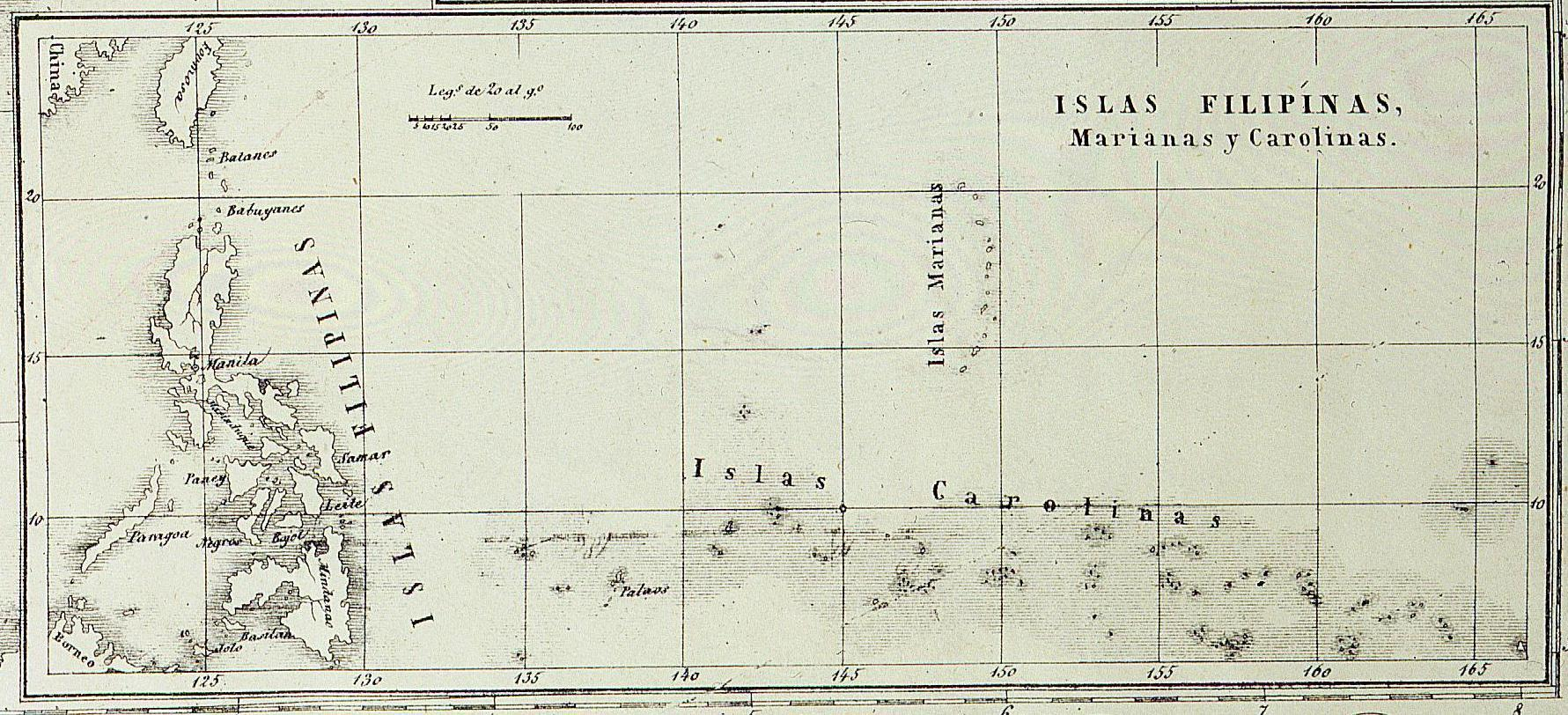
Mapa d'Espanya de batxiller amb totes les seves possessions d'ultramar i illes adjacents, 1858, fragment. Al mapa les Filipines, les amples Carolines i en vertical les Mariannes

L'interès d'Alemanya per les illes espanyoles del Pacífic datava de lluny. En plena expansió i auge, però frustrada perquè el seu emergent poder econòmic no es satisfeia amb els territoris colonials, Alemanya va enviar a 1885 a l'illa de Yap el canoner Iltis per prendre possessió de les illes Carolines. El conflicte germano-espanyol va finalitzar amb el laude arbitral de Lleó XIII, que va ser favorable als interessos espanyols, reconeixent la sobirania espanyola d'aquestes illes.
Després de la destitució de Bismarck el 1890, només es van afegir uns quants territoris colonials alemanys sota el regnat del kàiser Guillem II. Tanmateix, el 1897, l'Imperi alemany va intervenir a la Xina i va establir una base a Kiautschou (膠州). La marina alemanya va començar a establir bases navals a l'Àsia oriental i el Pacífic. El kàiser esperava poder continuar aquesta política a l'ombra de la guerra hispano-estatunidenca i poder establir una base a les Filipines. Però amb l'incident de Manila entre els alemanys i els estatunidencs el juny de 1898, aquest enfocament es va reduir quan els Estats Units no van tolerar una acumulació de vaixells alemanys prop de les Filipines.
Després de la guerra hispano-estatunidenca, els Estats Units d'Amèrica va prendre d'Espanya complint el Tractat de París les Filipines i Guam. Ja que el centre administratiu d'aquests territoris es trobava en Manila, que passava a mans estatunidenques, les illes d'Oceania es tornaven indefensables i ingovernables. Espanya havia perdut dues esquadres senceres, inclosa la del Pacífic, a la batalla de Cavite el 1898, de manera que davant la clara impossibilitat de defensar-les, no va tenir més remei que vendre-les a un país que es fes càrrec d'elles, i en aquest sentit Alemanya va pressionar bastant al govern espanyol.

## El tractat
L'ambaixador alemany a Londres, Paul von Hatzfeldt, va fracassar el 17 de juny de 1898 amb el seu suggeriment que, a canvi del bloqueig estatunidenc de Manila, les Carolines havien de ser ocupades de forma fulminant i utilitzades per a la negociació. En canvi, a iniciativa de l'Oficina d'Afers Exteriors, Alemanya va iniciar un apropament diplomàtic amb els Estats Units d'Amèrica. El 9 de juliol de 1898, es va reunir el subsecretari Oswald von Richthofen i l'ambaixador dels Estats Units a Berlín, Andrew Dickson White. Richthofen va demanar l'annexió de Samoa i les Illes Carolines a Alemanya, a més d'establir bases a les Filipines. Els Estats Units d'Amèrica van signar una concessió. L'ambaixador alemany a Espanya, Joseph Maria von Radowitz, va rebre l'encàrrec de preguntar al ministre d'Afers Exteriors espanyol sobre el futur de les illes Carolines, Kusaie, Ponape i Yap. Alemanya i Espanya van signar un tractat secret el 10 de setembre de 1898, en què Espanya, després d'un tractat de pau amb els Estats Units, prometia vendre les illes a Alemanya. El kàiser alemany va quedar encantat.
Després que Filipines i Guam es convertissin en colònies estatunidenques amb el Tractat de París de 1898, les Carolines, com la resta de les illes Mariannes, van perdre valor per a Espanya. Res semblava dificultar la compra de les illes per part d'Alemanya. Però primer, el govern alemany va haver d'arribar a un acord amb els Estats Units d'Amèrica, que volia establir una estació de telègraf al seu propi territori entre Manila i San Francisco. Finalment, es va acordar deixar les illes Wake als estatunidencs. Mentrestant, el rei de Bèlgica Leopold II també va oferir a Espanya una oferta, segons la qual les illes del Pacífic només serien arrendades per una empresa comercial belga, però formalment romandrien amb Espanya. Leopold II va retirar la seva oferta al cap de poc temps a causa d'una gran pressió d'Alemanya.
El 12 de febrer de 1899, l'Imperi Alemany i Espanya van signar un acord sobre la transferència de les illes Carolines i Mariannes (incloent Palaos, però excloent Guam) a canvi d'una indemnització de 25 milions de pessetes de l'època (17 milions de marcs alemanys). A causa de l'interès simultani del Japó, la part alemanya no va negociar un preu més baix, tot i que va ser molt elevat. Els respectius parlaments havien d'aprovar el tractat, que va passar pel parlament espanyol el 19 de juny de 1899 i pel Reichstag alemany el 21 de juny de 1899. El Partit Popular Liberal Alemany i el SPD es van negar a aprovar el tractar, però eren en minoria.

El 30 de juny de 1899 va concloure el corresponent tractat entre Alemanya i Espanya. El tractat va ser signat pel canceller alemany Clodoveo de Hohenlohe-Schillingfürst i pel primer ministre espanyol Francisco Silvela y de Le Vielleuze. El tractat va ser ratificat posteriorment per la reina regent Maria Cristina; de fet, a causa que Alfons XIII era encara menor d'edat, va ser la persona a qui va autoritzar definitivament la venda d'aquestes illes a Alemanya.

Francisco Silvela, president del Consell de Ministres, va signar el tractat per part d'Espanya
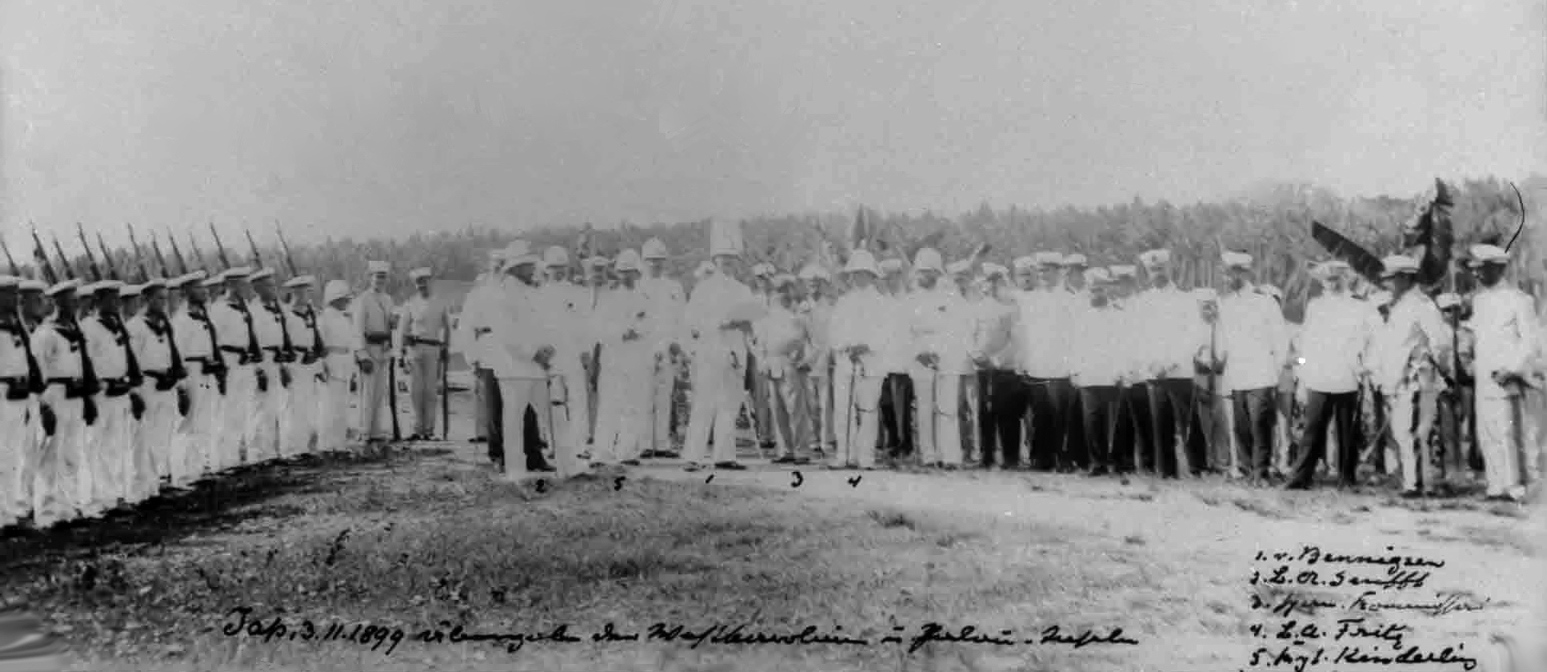
Transferència de les Carolines i les Palaos el 3 de novembre de 1899 a l'illa de Yap
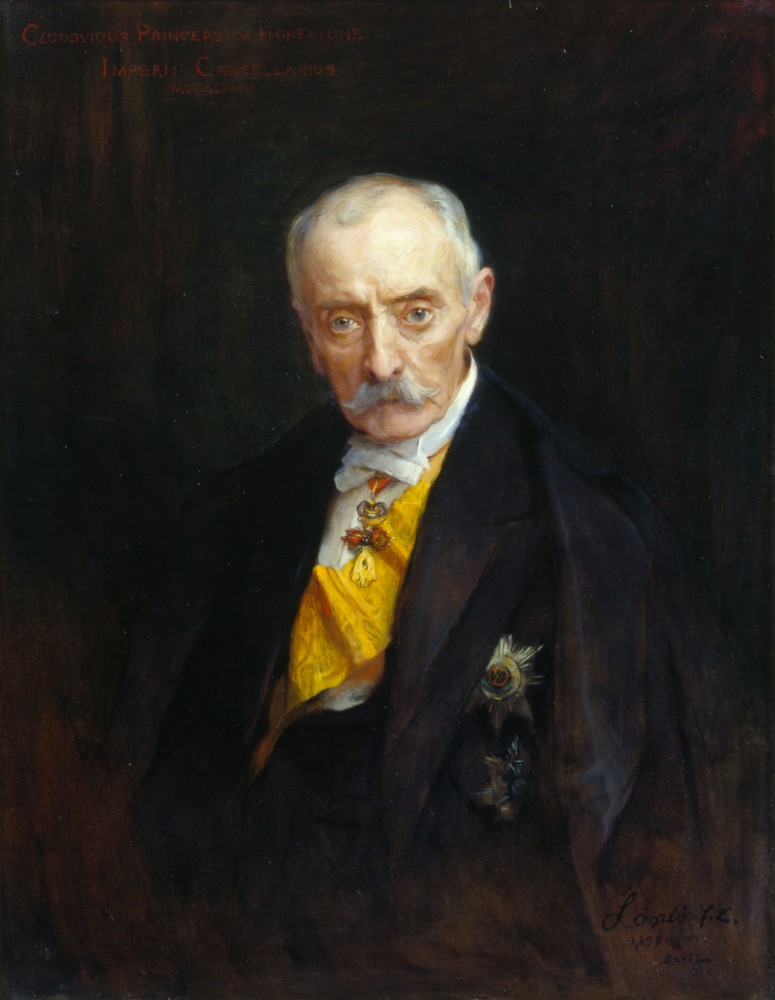
Clodoveo de Hohenlohe-Schillingsfürst, canceller imperial, va signar el tractat per part d'Alemanya

La Gaceta de Madrid va publicar el tractat el 29 de juny de 1899, i va fer vàlid el text del tractat, ja ratificat anteriorment per Francisco Silvela, president del Consell de Ministres en aquella època. El text tenia quatre articles, sent el més important l'últim, en què s'estipulava el preu que Alemanya pagava per obtenir les possessions de les illes. Altres articles obligaven a Alemanya a donar un tracte equitatiu als colons espanyols i també el dret temporal a què s'instal·lessin dipòsits de carbó per a l'Armada Espanyola.
Concretament, les disposicions que formaven part de l'únic article eren les següents:
- Disposició 1a: L'Imperi alemany reconeixerà en aquestes illes a les ordres religioses espanyoles els mateixos drets i les mateixes llibertats que reconegui á les missions de les ordres religioses alemanyes.
- Disposició 2a: L'Imperi alemany donarà al comerç i als establiments agrícoles espanyols el mateix tracte i les mateixes facilitats que doni en els referits arxipèlags als establiments agrícoles i al comerç de súbdits alemanys.
- Disposició 3a: Espanya pot establir i conservar, fins i tot en temps de guerra, un dipòsit de carbó per a la Marina de guerra i mercants a l'arxipèlag de les Palaos i un altre a l'arxipèlag de les Mariannes.
- Disposició 4a: L'Imperi alemany indemnitzarà la cessió dels territoris esmentats mitjançant la suma de 25 milions de pessetes, que seran abonats a Espanya.

## Conseqüències
El tractat va implicar per a Espanya la pèrdua dels seus últims territoris en Oceania, de manera que el seu imperi d'ultramar va quedar reduït als seus dominis africans (Sàhara espanyol, Ifni i Guinea espanyola), vaticinat l'estat de crisi que imperaria durant tot el regnat d'Alfons XIII.
A diferència d'altres tractats històrics més coneguts, com ara la Pau de Westfàlia o el Tractat d'Utrecht, el Tractat germano-espanyol de 1899 s'ha mantingut en l'oblit, en quedar relegat sota l'ombra del Tractat de París de 1898. No obstant això, tindria una gran importància futura, ja que va evitar una més que probable entrada d'Espanya a les dues guerres mundials, donades les aspiracions japoneses sobre els referits arxipèlags, amb les conseqüències que aquest fet podria haver desencadenat. Evidentment, la signatura del tractat no va ser motivada per unes conteses a hores d'ara impredictibles, sinó pel desig del govern espanyol de desfer-se unes colònies allunyades i que la pèrdua de les Illes Filipines havia fet pràcticament ingovernables, qualitat també induïda pels següents motius:
- Pèrdua de gran quantitat de vaixells durant el Desastre del 98, que especialment va afectar l'esquadra espanyola del Pacífic.
- Manca d'una capital o centre administratiu proper (lloc que anteriorment havia ocupat Manila, deixant les illes sense un govern centralitzat).
- Gran quantitat d'illes disperses, poc productives i amb poca població, sent abundants les illes verges.
- En cas d'un conflicte amb una potència amb interessos particulars sobre aquests arxipèlags, (Estats Unides d'Amèrica, Japó, Alemanya ...), la seva pèrdua hagués estat pràcticament segura.

Des de finals de setembre fins a novembre de 1899, el vaixell canoner Jaguar i el vaixell Kudat van viatjar per les noves possessions alemanyes. Es van apropar les principals poblacions de les respectives illes i es va dur a terme la cerimònia de lliurament dels territoris. L'illa de Mapia, situada a l'extrem sud-oest de les noves adquisicions, havia estat reclamada pels Països Baixos i Espanya al mateix temps abans de la compra. Per tant, Alemanya la va retornar als neerlandesos.

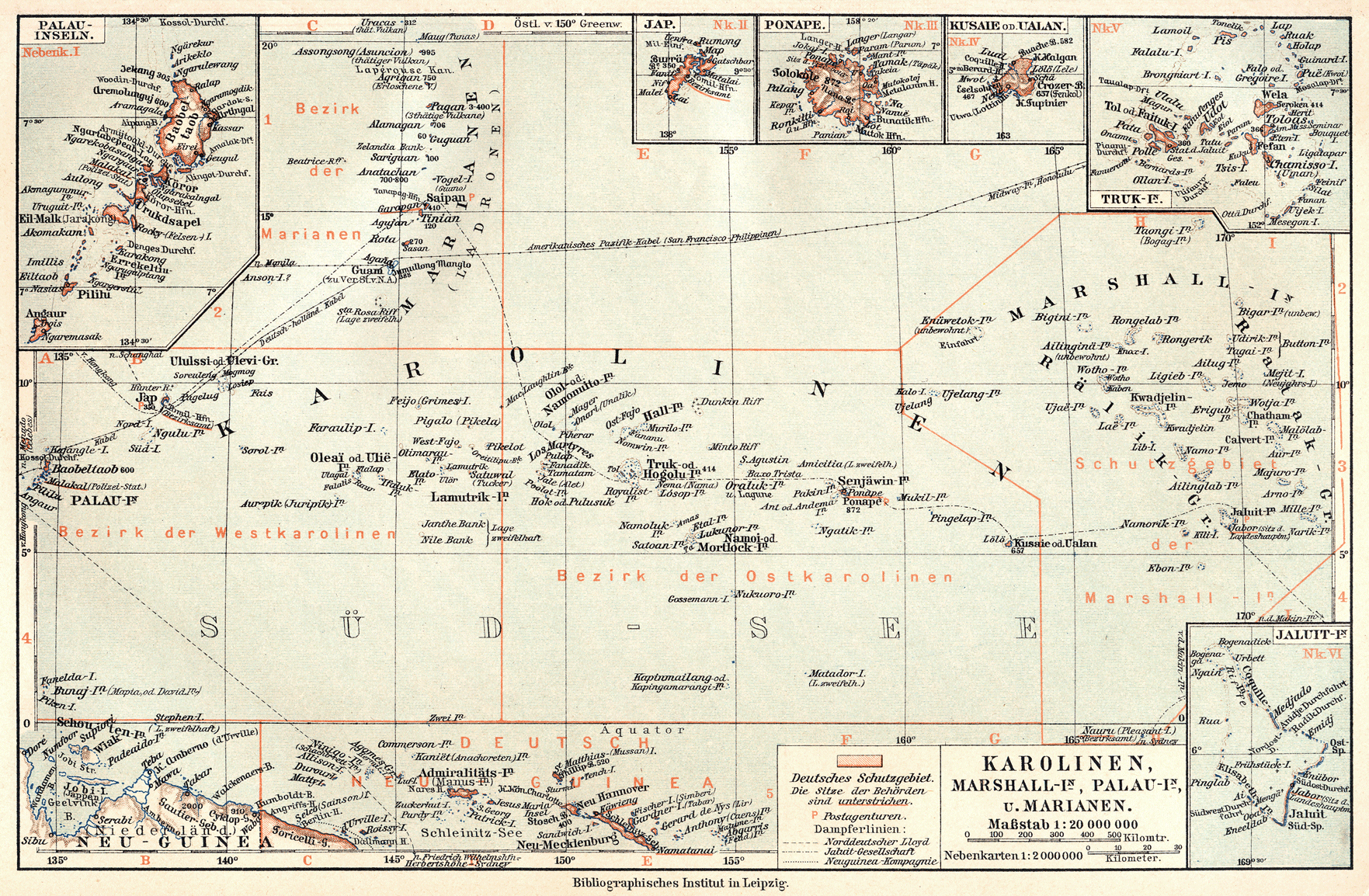
Mapa de la Micronèsia alemanya, amb els límits dels districtes, 1905

Per a Alemanya, un país en ple apogeu i que a més posseïa la segona armada més potent i nombrosa del món, únicament per darrere de la Marina Reial britànica, suposava una bona oportunitat per fer-se amb una sèrie de colònies que, si amb alguna cosa comptaven, era amb una privilegiada posició estratègica en el cor de l'oceà Pacífic. Alemanya va posar les noves adquisicions territorials sota la jurisdicció de la Nova Guinea Alemanya. Palau, aleshores considerat part de les Carolines, també va ser ocupat i durant els anys següents els alemanys en van començar a extreure recursos naturals.
Pel costat alemany, la compra de les illes contingudes en el contracte va ser controvertida. El secretari d'estat, Bernhard von Bülow, va justificar les noves adquisicions a crítics dels cercles socioliberals. Segons les seves opinions, les illes eren massa cares i no eren rendibles econòmicament. Bülow, per la seva banda, es referia a la cohesió geogràfica alemanya de la regió del Pacífic. A més, les illes són especialment adequades per a l'agricultura i la silvicultura: són riques en aigua potable, i proporcionen fusta i copra, els principals elements comercials de l'oceà Pacífic. El clima és relativament saludable per als europeus i les Mariannes són una base d'enllaç entre el sud-est asiàtic i l'Amèrica del Sud, i entre la Terra de l'Emperador Guillem (Kaiser-Wilhelms-Land) i Kiautschou.
L'octubre de 1914, durant la Primera Guerra Mundial, escenari en el qual Espanya es va mantenir neutral, l'Imperi del Japó va envair i va conquerir moltes d'aquestes possessions alemanyes. Després de la guerra, es van convertir el 1919 en el Mandat del Mar del Sud de la Societat de Nacions, sota el control dels japonesos. Durant i després de la Segona Guerra Mundial, els Estats Units van prendre el control dels antics arxipèlags espanyols i alemanys al Pacífic.

## El cas de la suposada «Micronèsia Espanyola»
Les illes Kapingamarangi, Nukuoro, Mapia, Rongrik i Ulithi encara seguirien sent de possessió espanyola perquè no es van transferir als Estats Units d'Amèrica després de la guerra de 1898 ni a Alemanya el 1899.

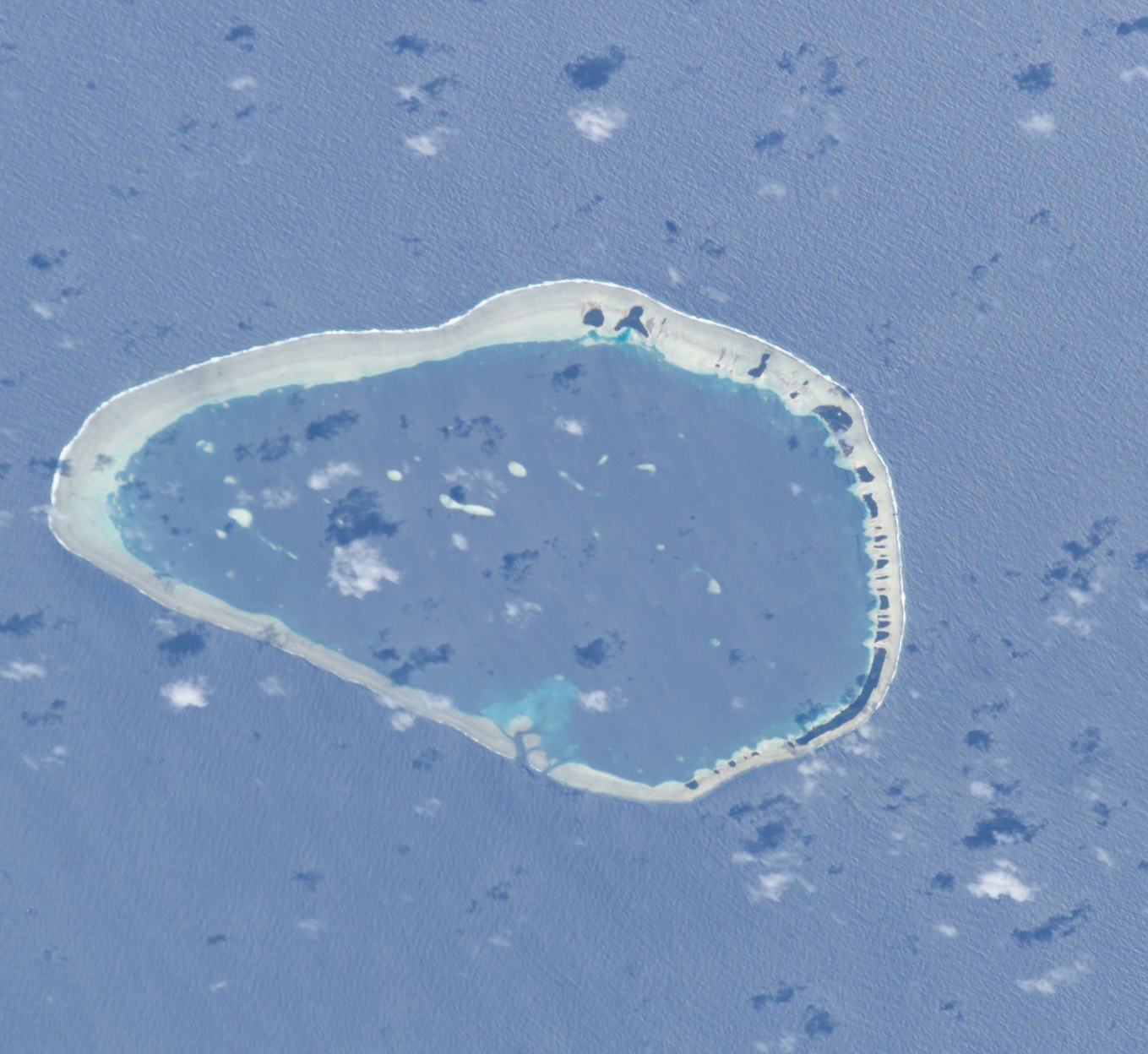
Kapingamarangi (Pescadores)
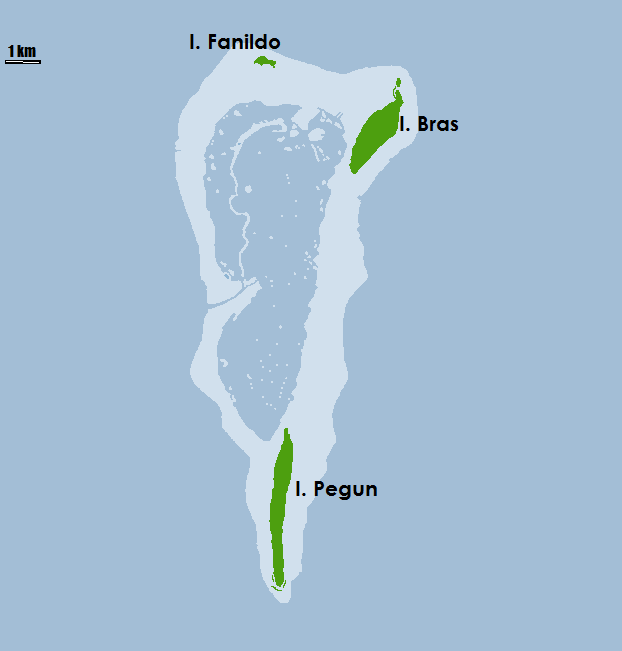
Mapia (Güedes)
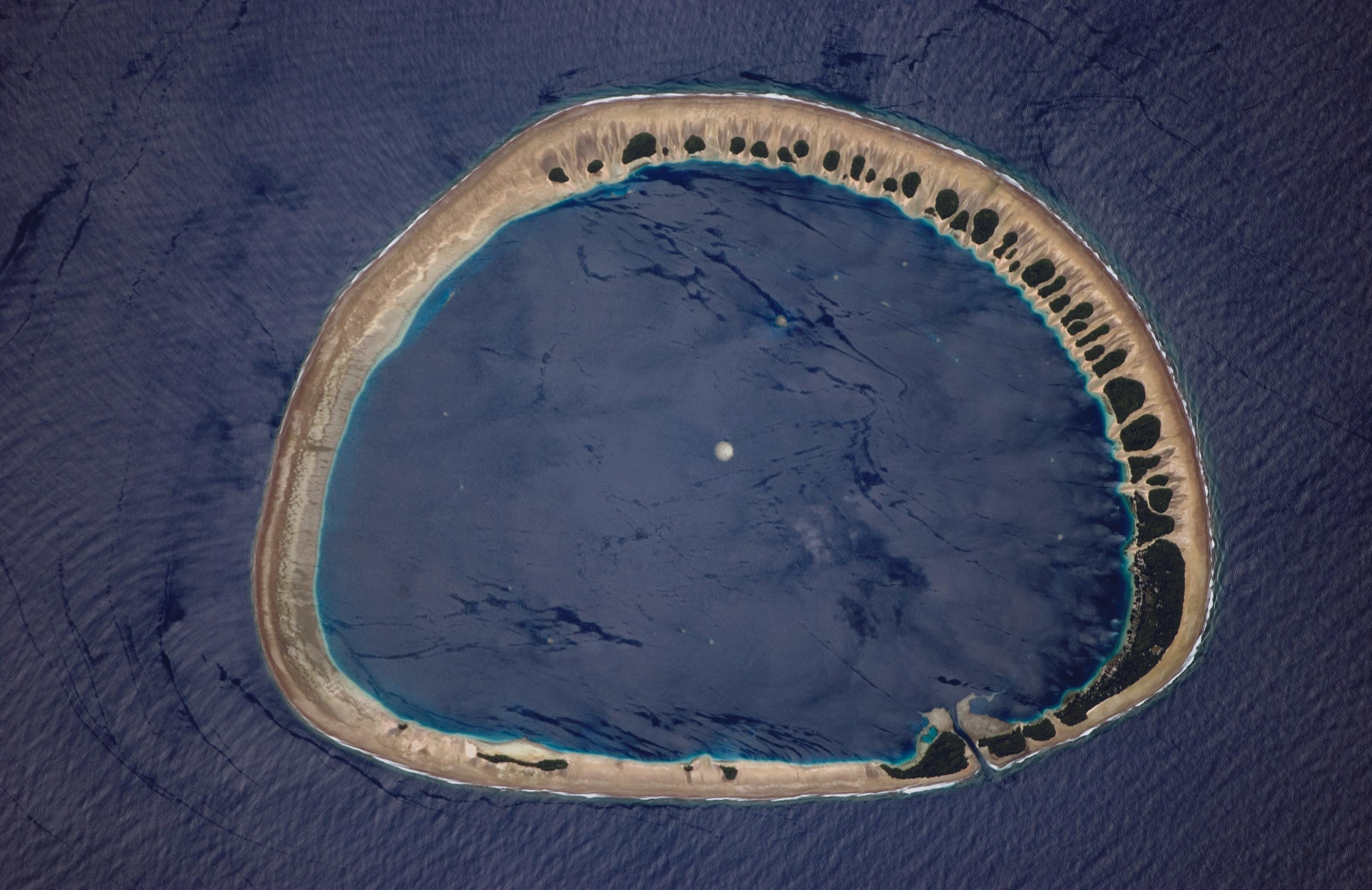
Nukuoro (Monteverde)
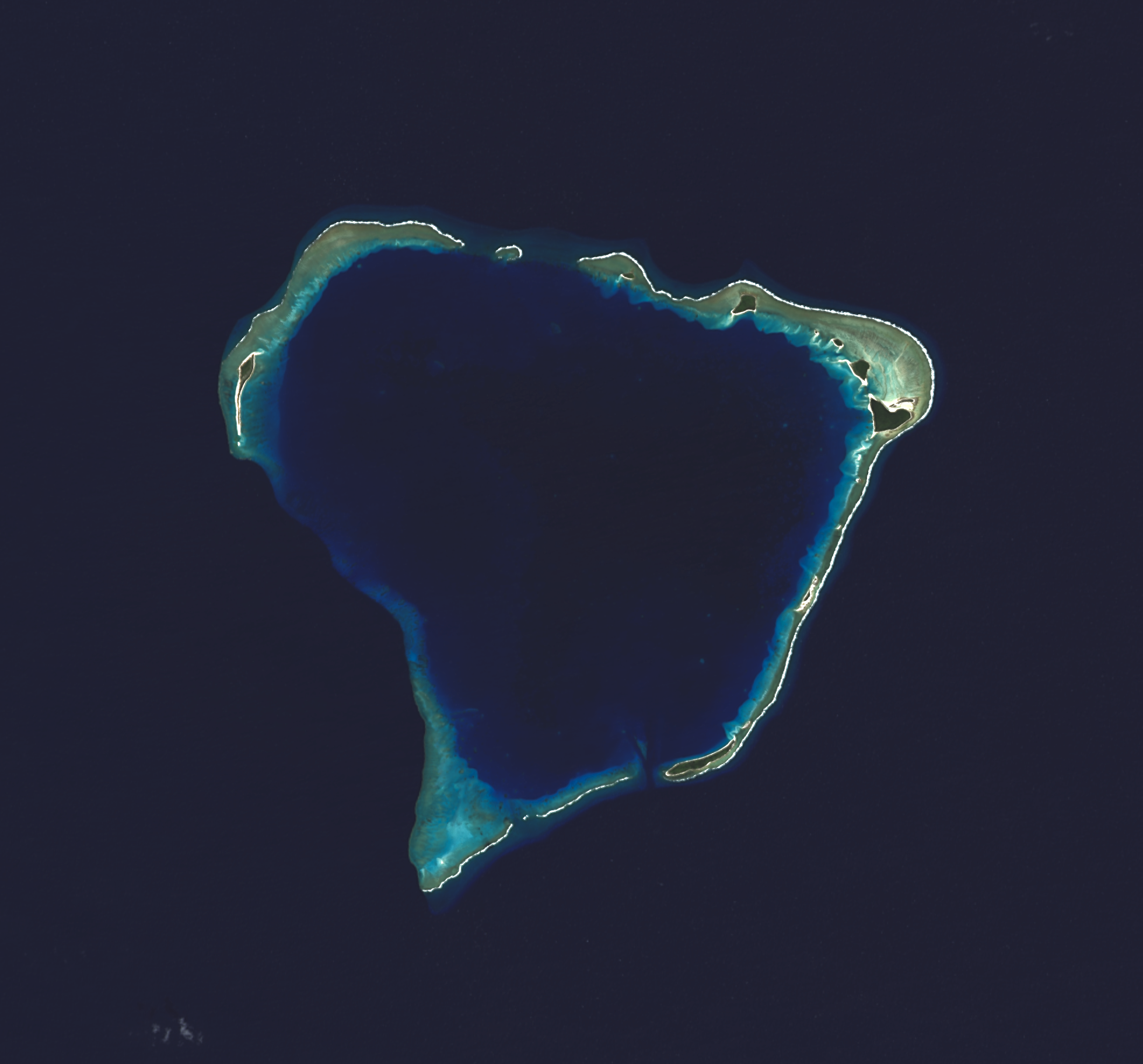
Rongrik (Coroa)
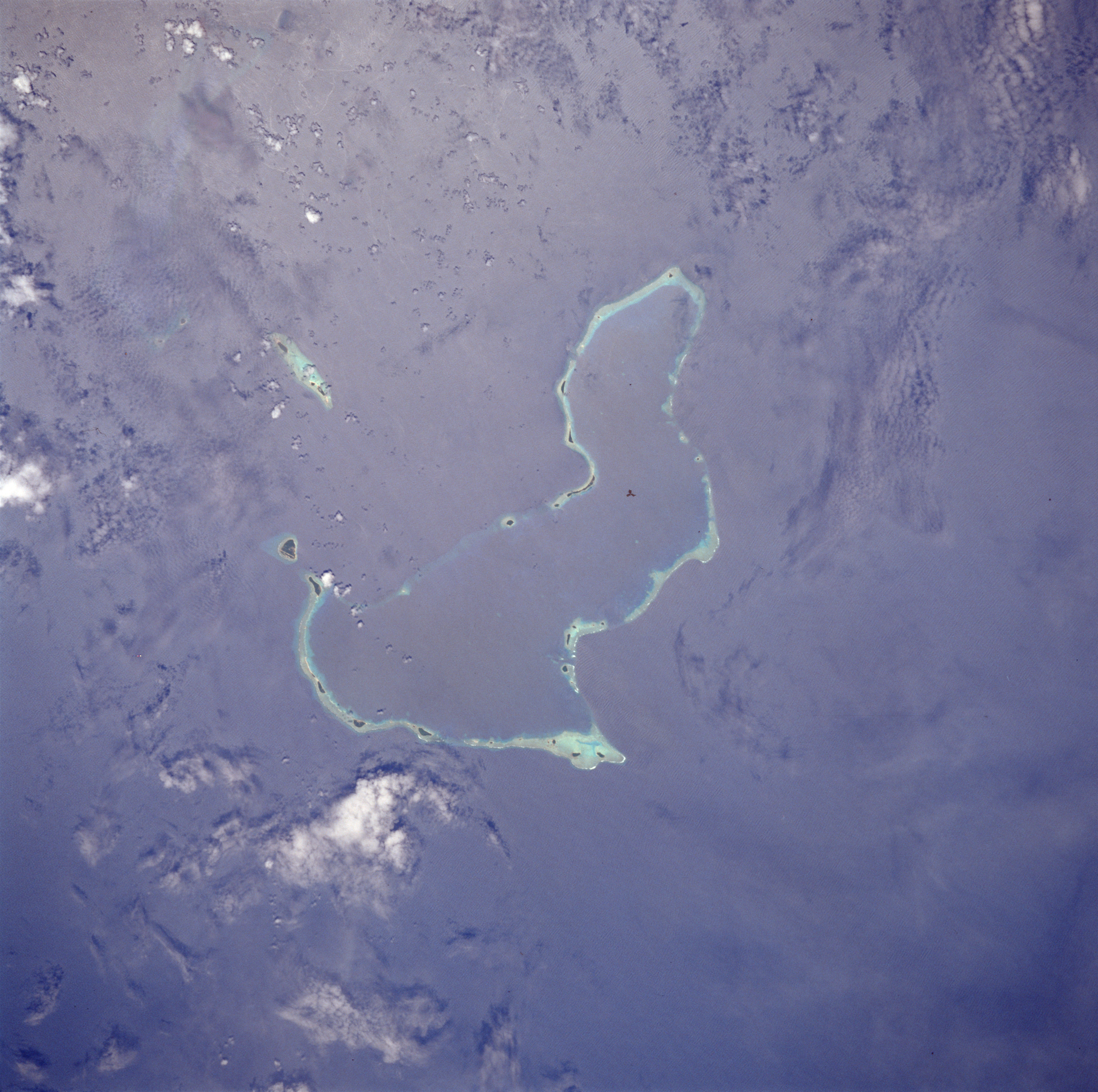
Ulithi (Islas de los Garbanzos)

Aquesta hipòtesi va néixer el 5 de març de 1948 quan l'advocat i investigador espanyol del CSIC Emilio Pastor y Santos escriu una carta descrivint la possibilitat que Espanya estableixi tres bases navals a les illes Carolines, Mariannes i Palaos, segons la disposició 3a del Tractat germano-espanyol de 1899. Convençut del seu descobriment, demana la concessió d'instal·lacions en Saipan, Yap i Koror. Mesos més tard, a l'octubre, obre un segon front, i «denúncia» que queden quatre illes a la zona en què la sobirania correspon a Espanya, perquè es van oblidar d'incloure-les en el tractat germano-espanyol de 1899. Per tant, Pastor va proposar a Espanya que podia reclamar la seva sobirania com a «Provincía Oceànica Espanyola». El 1950 va publicar el llibre Territoris de sobirania espanyola a Oceania amb les seves investigacions. El 12 de gener de 1949 es va arribar a tractar la qüestió de la sobirania d'aquestes illes en un Consell de Ministres presidit per Franco però, com es va assegurar en ell:
| « | ...que mentre no s'aclareixi l'assumpte, procedeix esperar abans d'efectuar cap gestió amb els Estats Units o amb les potències amigues que formen part de l'ONU, ja que Espanya no té contactes amb l'ONU i seria aquesta la que hauria de resoldre sobre la sort definitiva d'aquestes illes de Micronèsia que van pertànyer al Japó. | » |

No obstant això, un dictamen de 4 de gener de 1949 del l'assessoria jurídica del Ministeri d'Afers Exteriors «va estimar que qualsevol hipotètic dret d'Espanya sobre aquestes illes hauria quedat destruït pels règims de fideïcomís posteriors, que eren els ocorreguts després de la I Guerra Mundial amb el traspàs d'aquests territoris al Japó i després de la II Guerra Mundial amb la seva atribució als Estats Units».
El 14 de novembre de 2012, Augusto Prieto Fernández prenia possessió en línia de les illes, declarant la seva independència sota el nom d'«Estat d'Oceana» i autoproclamant-se cap d'estat amb el títol de «Dux».
El 2014, el Govern espanyol va tancar tota especulació sobre el manteniment de possessions espanyoles al Pacífic per mitjà d'una resposta parlamentària a un diputat. Segons el seu criteri, Espanya va cedir en 1899 totes les places que li quedaven per llavors en aquest oceà. Afegeix que «tradicionalment aquestes illes havien estat vinculades a les Carolines i calia entendre que si es van cedir aquelles, també es van cedir aquestes»  i «l'actitud espanyola entre 1899 i 1948 mostra que la intenció d'Espanya al signar el tractat amb Alemanya era traspassar totes les seves possessions al Pacífic» a més «resultaria poc coherent que Espanya hagués volgut cedir les Carolines, les Palaos i les Mariannes, però s'hagués reservat la sobirania sobre uns quants illots d'escàs valor econòmic sobre els quals mai no havia exercit la seva sobirania de facto»,  pel que dona per finalitzada tota especulació sobre el manteniment de possessions espanyoles al Pacífic, concloent que Espanya no conserva la sobirania de cap illa del Pacífic.
Actualment Mapia està sota sobirania d'Indonèsia; Kapingamarangi, Ulithi i Nukuoro sota sobirania dels Estats Federats de Micronèsia; i Rongerik es troba sota control de les Illes Marshall.